# Нефросклероз
Нефросклероз, також Гіпертонічна нефропатія[джерело?] (англ. nephrosclerosis; грец. nephros (нирка) + склероз) — заміщення паренхіми нирки сполучною тканиною, що призводить до ущільнення, зморщування органу і порушення його функцій.
Нефросклероз може розвинутися внаслідок різних захворювань нирок і їх судин. У 1914 р. німецькі лікарі Франц Фольгард і Теодор Фар виділили артеріолосклеростичні зміни нирок при гіпертонічній хворобі в самостійну форму патології. Вони запропонували також розрізняти простий склероз нирок, що спостерігається при доброякісній формі гіпертонічної хвороби, і його швидкоплинну форму, яка виникає при гіпертонічній хворобі зі злоякісним перебігом.[джерело?]

## Етіологія і патогенез
Розрізняють ангіогенний, або первинний нефросклероз, пов'язаний з порушенням кровопостачання нирок при первинній патології судин, і вторинний нефросклероз, викликаний різними ураженнями паренхіми й інтерстицію нирок.
Первинний нефросклероз розвивається при звуженні ниркових артерій, наприклад, у зв'язку з їхнім атеросклерозом (атеросклеротичний нефросклероз), тромбозом або тромбоемболією з утворенням множинних інфарктів і рубців нирок; внаслідок гіпертонічного артеріолосклерозу (артеріолосклеротичний нефросклероз); при венозному застої в нирках, а також в результаті різних вікових змін судин нирок в осіб похилого та старечого віку (так званий інволютивний нефросклероз). Класичним прикладом первинного нефросклерозу (первинно зморщеної нирки) є нефросклероз, який розвивається на пізніх стадіях гіпертонічної хвороби. У зв'язку з недостатнім кровопостачанням і  гіпоксією нирок, що виникає при цьому, відбуваються дистрофічні та атрофічні зміни їх паренхіми з подальшим розростанням сполучної тканини. При хронічному венозному повнокров'ї (стеноз ниркової вени, нефроптоз, хронічний тромбоз вен та ін.) розростання сполучної тканини в нирках пов'язано з підвищеним синтезом тропоколагену.
Вторинний нефросклероз (вторинно зморщена нирка) являє собою результат запальних і дистрофічних процесів, що виникають в нирках при хронічному гломерулонефриті, пієлонефриті, нирковокам'яній хворобі, туберкульозі, сифілісі, системному червоному вовчаку, амілоїдозі, цукровому діабеті (діабетичний нефросклероз), травмах нирок (у т.ч. після повторних операцій на нирках), впливі іонізуючого випромінювання, при важких формах нефропатії вагітних. Властиві нефропатії пошкодження ендотелію судин продуктами деградації фібриногену, вторинне запалення ниркових клубочків, ішемічне пошкодження та дистрофія канальців, проліферативні зміни ниркових артеріол в ряді випадків після розродження призводять до зморщування нирок. Своєрідна форма нефросклерозу з дилатацією та кістозною трансформацією канальців розвивається при кристалуричному інтерстиціальному нефриті у хворих на подагру або при оксалатурії, а також при захворюваннях, що супроводжуються посиленою фосфат-кальціурією, наприклад, при первинному гіперпаратироїдизму. Променевий нефросклероз належить до віддалених наслідків дії на організм іонізуючого випромінювання і виявляється через багато місяців або років після опромінення. Ступінь вираженості променевого нефросклерозу залежить від виду іонізуючого випромінювання, його дози та характеру опромінення. В умовах локального опромінення нирок розвиток нефросклерозу може спостерігатися при впливі іонізуючого випромінювання в дозах від 10 до 25 г.

## Патологічна анатомія
У морфогенезі нефросклерозу розрізняють дві фази. У першу з них («нозологічну») нефросклероз володіє деякою нозологічною специфічністю, що виражається у переважному ураженні тих чи інших структурних елементів нирки і якісних характеристиках самого процесу. У другу («синдромну») фазу особливості нефросклерозу, властиві захворюванню, що його викликало, редукуються; процес склерозу захоплює все більші ділянки, вражаючи тою чи іншою мірою всі структурні елементи органу.
При нефросклерозі нирки ущільнені, з нерівною поверхнею і, як правило, зменщені в розмірах. Зовнішній вигляд поверхні нирок при деяких захворюваннях змінюється характерним чином: при артеріальній гіпертензії та гломерулонефриті вона дрібнозерниста, при атеросклерозі має рубцеві втягнення  неправильної зірчастої форми, для пієлонефричного нефросклерозу типовою є асиметричність враження обох нирок.
Мікроскопічна картина нирки при нефросклерозі залежить від основного процесу і фази нефросклерозу, а також від зони органу (у мозковій речовині нирки зміни найчастіше мають характер гіалінозу). На початку розвитку нефросклерозу особливості морфології різних структур нирки дозволяють провести диференційну діагностику між процесами, які є причиною нефросклерозу. Так, для артеріолосклеротичного нефросклерозу характерні склероз і гіаліноз клубочкової артеріоли і переважне ураження судинного полюса клубочків, для нефросклерозу при хронічному гломерулонефриті — зрощення (синехії) капілярних петель клубочків з їх капсулою, для піелонефрітичного нефросклерозу — перігломерулярний склероз, розширення канальців з атрофією їх епітелію (так звана тіреоідізація нирки) і т.д. При різко вираженому нефросклерозі встановити його причину не завжди можливо навіть при мікроскопічному дослідженні.
Морфологія ниркової тканини при нефросклерозі відображає також особливості його перебігу (зокрема швидкість наростання важких склеротичних змін) в залежності від яких виділяють злоякісну і доброякісну форми нефросклерозу. Остання зустрічається частіше і характеризується артеріолосклерозом, атрофією груп нефронів з подальшим гіалінозом клубочків, розростанням сполучної тканини в інтерстиції й на місці атрофованих нефронів. Макроскопічно поверхня нирок зазвичай дрібнозерниста. Злоякісній формі нефросклерозу властивий фібриноїдний некроз артеріол (артеріолонекроз) і капілярних петель клубочків, набряк строми, крововиливи, виражені дистрофічні зміни канальців і, як наслідок, поширений склероз ниркової тканини. Ця форма нефросклероз спостерігається при злоякісних формах артеріальних гіпертензій, еклампсії та деяких інших станах. Через некрози і крововиливи мікроскопічно поверхня нирки не тільки дрібнозерниста, але і строката, що нагадує велику строкату нирку при гломерулонефриті.

## Клінічні прояви та діагноз
Клінічні прояви первинного нефросклерозу виникають звичайно в пізніх стадіях гіпертонічної хвороби як при доброякісному, так і злоякісному її перебігу. Одним з ранніх ознак ураження нирок можуть бути поліурія і ніктурія; можливі протеїнурія (однак при нефросклерозі вона зазвичай невелика і непостійна), мікрогематурія, у ряді випадків макрогематурія. Зменшення ниркового кліренсу при відносному збільшенні фільтраційної фракції проявляється зменшенням концентраційної здатності нирок, що визначаються за ознакою зниження щільності сечі (гіпостенурія) за допомогою проби Зимницького. Відповідно падає осмолярність сечі. У випадку вираженого судинного ураження нирок з їх ішемією включаються ниркові чинники формування артеріальної гіпертензії і артеріальний тиск стабілізується на високому рівні. Особливо характерне підвищення діастолічного артеріального тиску, яке зазвичай буває вище 120 мм рт. ст. У зв'язку з цим з'являються перевантаження і недостатність міокарда лівого шлуночка, коронарна недостатність, церебральні геморагії, набряк сосочка зорового нерва, відшарування сітківки. У ряді випадків, особливо при наявності цукрового діабету або стенозуючого атеросклерозу ниркових артерій, ниркова недостатність швидко прогресує.
Променевий нефросклероз в легких випадках клінічно проявляється протеїнурією, незначною гіпертензією; функція нирок не порушується. У важких випадках розвиваються гіпертензія, яка не піддається лікуванню лікарському, ниркова недостатність.
Обґрунтуванню діагнозу нефросклерозу істотно допомагають результати ультразвукового, рентгенологічного та радіонуклідного досліджень. При ультразвуковому дослідженні нирок визначають зміну їх розмірів і товщини паренхіми, атрофію кіркової речовини і нечітку його диференціацію по відношенню до мозкової речовини нирки. При урографії відзначають зменшення обсягу нирки і величини коркового шару, нерідко кальціфікати. На ангіограмі спостерігаються деформація і звуження дрібних артеріальних судин, видно зменшення коркового шару і нерівність контурів ураженої нирки. При ренографії з контрастуванням радіонуклідами виявляють уповільнене накопичення, а також уповільнене виведення радіофармацевтичних препаратів з нирок. При сцинтиграфії виявляють нерівномірний розподіл радіонуклідів, що потрапляють тільки в ті тканині ураженої нирки, які ще склеротично не змінені і роблять їх видимими. Тому у ряді випадків зображення нирки може бути відсутнім або відображаються лише окремі ділянки паренхіми.
Прояви вторинного нефросклерозу можуть варіювати від незначних порушень функцій нирок (клінічно не виражених) до станів, що супроводжуються тяжкою артеріальною гіпертензією, набряками, нефротичним синдромом, істотним зниженням функції нирок, розвитком важкої ниркової недостатності.

## Загальні принципи лікування та профілактики
При нефросклерозі без явних клінічних ознак ниркової недостатності і нестійкому підвищенні артеріального тиску лікування складається головним чином в регулюванні кількості вживається в їжу кухонної солі та застосуванні гіпотензивних засобів. Цей спосіб лікування при розвитку вираженої ниркової недостатності повинен застосовуватися з обережністю, тому що інтенсивна терапія гіпотензивна і може призвести до падіння ниркового кровотоку та наростання азотемії. У період азотемії призначають дієту з обмеженням білка, анаболічні засоби, леспенефріл, сечогінні засоби, ентеросорбенти, вітамін Д2.
При злоякісному перебігу гіпертонічної хвороби з швидким розвитком нефросклерозу і прогресуванням ниркової недостатності з метою виключення ренін-ангіотензин механізму вдаються до емболізації ниркових артерій або нефректомії. Хворих переводять на гемодіаліз або проводять трансплантацію нирки.
Профілактика нефросклерозу полягає у своєчасному лікуванні захворювань, що призводять до його розвитку.